# Ньюман, Барбара
Барбара Ньюман (англ. Barbara J. Newman; род. 14 августа 1953) — американский медиевист, автор работ по религиозной культуре, сравнительному литературоведению, женской духовности средневековья. Признанный специалист по Хильдегарде Бингенской.
Доктор философии (1981), профессор Северо-Западного университета, с которым связана практически вся её карьера.
Фелло Американской академии медиевистики (1999) и в 2015-2016 годах её президент.
Член Американской академии искусств и наук (2005) и Американского философского общества (2017).

## Биография
Родилась в семье школьного библиотекаря и журналистки.
Окончила Оберлинский колледж (бакалавр summa cum laude, 1975).
В 1976 году в University of Chicago Divinity School получила степень магистра богословия, в 1981 году в Йельском университете на кафедре медиевистики — степень доктора философии по медиевистике, с диссертацией по Хильдегарде Бингенской — на основе которой вышла её первая книга Sister of Wisdom: St. Hildegard’s Theology of the Feminine (University of California Press, 1987).
С 1981 года ассистент-профессор, с 1987 года ассоциированный профессор, с 1992 года полный профессор, с 2003 года именной (John Evans Professor), в 1993-1996 годах заведующая кафедрой английского языка.
Автор монографии «God and the Goddesses: Vision, Poetry, and Belief in the Middle Ages».
В 1986 году вышла замуж за коллегу-преподавателя Richard Kieckhefer.

### Награды и отличия
- Jane Dempsey Douglass Prize (1998)
- Стипендия Гуггенхайма (2000)
- Dorothy Ann and Clarence L. Ver Steeg Distinguished Research Fellowship (2007)[6]
- Haskins Medal[англ.] (2009)
- Andrew W. Mellon Foundation Distinguished Achievement Award (2009)

## Труды
- «Страсти евреев Праги»: погром 1389 года и уроки средневековой пародии Архивная копия от 10 октября 2019 на Wayback Machine = The Passion of the Jews of Prague: The Pogrom of 1389 and the Lessons of a Medieval Parody. // Лехаим. 2016.